# خوان امیلیو گوتیررس برنگل
خوان امیلیو گوتیررس برنگل (اسپانیایی: Juan Emilio Gutiérrez Berenguel‎؛ زادهٔ ۲۱ دسامبر ۱۹۶۸) دوچرخه‌سوار اهل اسپانیا است.